# 狭翅双盖蕨
狭翅双盖蕨（学名：Diplazium alatum）也称狭翅短肠蕨，为蹄盖蕨科双盖蕨属下的一个植物种。